# Jambul Jighauri
Jambul Jighauri (in georgiano ჯამბულ ჯიღაური?; Tbilisi, 8 luglio 1992) è un calciatore georgiano, centrocampista del Qizilqum.

## Carriera

### Nazionale
Ha esordito con la nazionale Under-21 durante le qualificazioni agli Europei di categoria.
Tra il 2016 ed il 2021 ha giocato complessivamente 22 partite con la nazionale maggiore.

## Palmarès

### Club

#### Competizioni nazionali
- Campionato uzbeko: 1

Nasaf Qarshi: 2024